# 전국영어교사모임
전국영어교사모임은 대한민국의 초 · 중 · 고등학교의 영어과 교사들의 단체이다. 1988년에 창립하였으며 2006년에 사단법인의 설립을 인가받아 현재에 이르고 있다.
2010년 현재 서울, 부산, 대구, 전북, 전남, 인천, 울산, 강원, 충북 등에 지역 모임이 구성되어 있으며, 연 8회 학기 중에 월간으로 《함께하는 영어교육》을 발간하고 있다.